# Я
Я (يُقرأ «يا») هو حرف من الأبجدية الكيريلية، وهو البديل الحديث للحرف الكيريلي القديم يوس الصغير (Ѧ ѧ). من ضمن اللغات السلافية الحديثة، يُستخدم هذا الحرف في أبجديات اللغات السلافية الشرقية واللغة البلغارية. يُستخدم أيضا في الأبجديات الكيريلية التي تُكتب بهنّ المنغولية والعديد من اللغات الأورالية، القوقازية والتركية التي عرفها الاتحاد السوفييتي السابق.